# Deltepilissus infernalis
Deltepilissus infernalis är en skalbaggsart som beskrevs av Edgar von Harold 1880. Deltepilissus infernalis ingår i släktet Deltepilissus och familjen bladhorningar. Inga underarter finns listade i Catalogue of Life.